# 吕秋娥
吕秋娥（1954年—），山西河曲人，汉族，中华人民共和国医生、第十一届全国人民代表大会内蒙古地区代表。
毕业于北京医学院口腔专业。加入九三学社，担任呼和浩特市口腔医院副院长。2008年起担任全国人大代表。